# 色情谍报
色情谍报（Sexpionage）是指桃色間諜利用性行为、色情誘惑、亲密关系、情人關係来进行间谍活动。色情在任何情报活動中都可以起到分散對方注意力、降低對方戒備的作用。進行色情間諜活動的女特工被称为麻雀（sparrow），而男特工则被称为乌鸦（raven）。